# Terre Nash
Terre Nash, auch Terri Nash (* 1. Januar 1949 in Nanaimo), ist eine kanadische Filmregisseurin, Drehbuchautorin und Filmeditorin. Mit ihrem Dokumentar-Kurzfilm If You Love This Planet gewann sie einen Oscar.

## Leben und Wirken
Terre Nash studierte zunächst Literatur und Soziologie und erlangte dann als erste einen Master-Abschluss in Kommunikationswissenschaften an der Simon Fraser University. 1973 zog sie nach Montreal und promovierte an der McGill University mit ihrer Arbeit Images of Women in NFB Films During World War II and the Postwar Years: 1939-1949. Außerdem leitete sie am Allen Memorial Institute of Psychiatry ein Forschungsprojekt über Zusammenhänge zwischen Veranlagung und Beurteilung von medialen Ereignissen.
1975 produzierte das National Film Board of Canada (NFB) anlässlich des ersten Internationalen Jahres der Frau eine Kurzfilmreihe, zu der Nash den einminütigen Trickfilm It’s No Yolk beisteuerte. Von da an arbeitete sie für das Studio D des NFB als freiberufliche Autorin, Animatorin und Rechercheurin. Mit If You Love This Planet führte sie erstmals Regie bei einem größeren Filmprojekt und gewann dafür gemeinsam mit dem Produzenten Edward Le Lorrain 1983 einen Oscar in der Kategorie Bester Dokumentar-Kurzfilm. Zuvor war der Film, in dem die Atomkraftgegnerin Helen Caldicott eine Rede hält, vom US-amerikanischen Justizministerium als politische Propaganda eingestuft worden und alle in den USA gehandelten Kopien mussten einen entsprechenden Warnhinweis tragen. Dadurch geriet der Film international in die Schlagzeilen und bei der Oscarverleihung dankte Nash dem Ministerium für diese zusätzliche Publicity. Im Laufe ihrer daran anschließenden Karriere führte sie bei weiteren Dokumentarfilmen Regie, in denen sie vor allem politisch engagierte Frauen wie Marilyn Waring porträtierte. Häufig übernahm sie dabei auch den Filmschnitt und schrieb zwei Drehbücher.

## Filmografie
- 1976: Just-A-Minute (auch: It’s No Yolk)
- 1982: If You Love This Planet
- 1985: A Writer in the Nuclear Age: A Conversation with Margaret Laurence
- 1985: Speaking Our Peace
- 1986: Nuclear Addiction: Dr. Rosalie Bertell on the Cost of Deterrence
- 1987: A Love Affair with Politics: A Portrait of Marion Dewar
- 1989: Russian Diary
- 1991: Mackenzie King and the Conscription Crisis
- 1991: Mother Earth
- 1992: Rabbit Tales
- 1995: Who’s Counting? Marilyn Waring on Sex, Lies and Global Economics
- 1996: Marilyn Waring on Politics, Local & Global, Show One
- 1996: Marilyn Waring on Women and Economics, Show Two
- 1996: Marilyn Waring on the Environment, Show Three
- 1997: Kathleen Shannon: On Film, Feminism & Other Dreams
- 2002: White Thunder
- 2002: My Left Breast